# Jingpo Lacus
Lo Jingpo Lacus è una struttura geologica della superficie di Titano.